# Ovatue
Die Ovatue, auch Ovatwa genannt, sind ein indigenes Volk in Namibia. Sie sind ein Hirtenvolk in der Region Kunene im Nordwesten Namibias. Ihr traditionelles Siedlungsgebiet sind die bergigeren Regionen, unter anderem die Baynesberge.
Die Ovatue werden häufig, ebenso wie die Ovatjimba, mit den Himba gleichgesetzt, sind aber enger mit den Herero verwandt. Zudem sind sie nicht wie traditionell die Himba nomadisierende Jäger und Sammler.
Sie gelten als eine der marginalisiertesten Gruppen im südlichen Afrika. Die Regierung Namibias fördert die Ovatue seit 2007 im Rahmen des San Development Programme. So wurden etwa 300 Ovatue-Familien in die Dörfer Ohaihuua, Otjikojo und Otjomuru umgesiedelt. Dort erhielten sie Häuser und Nutztiere und haben Zugang zu Schulen und Gesundheitszentren.